# Биология океана

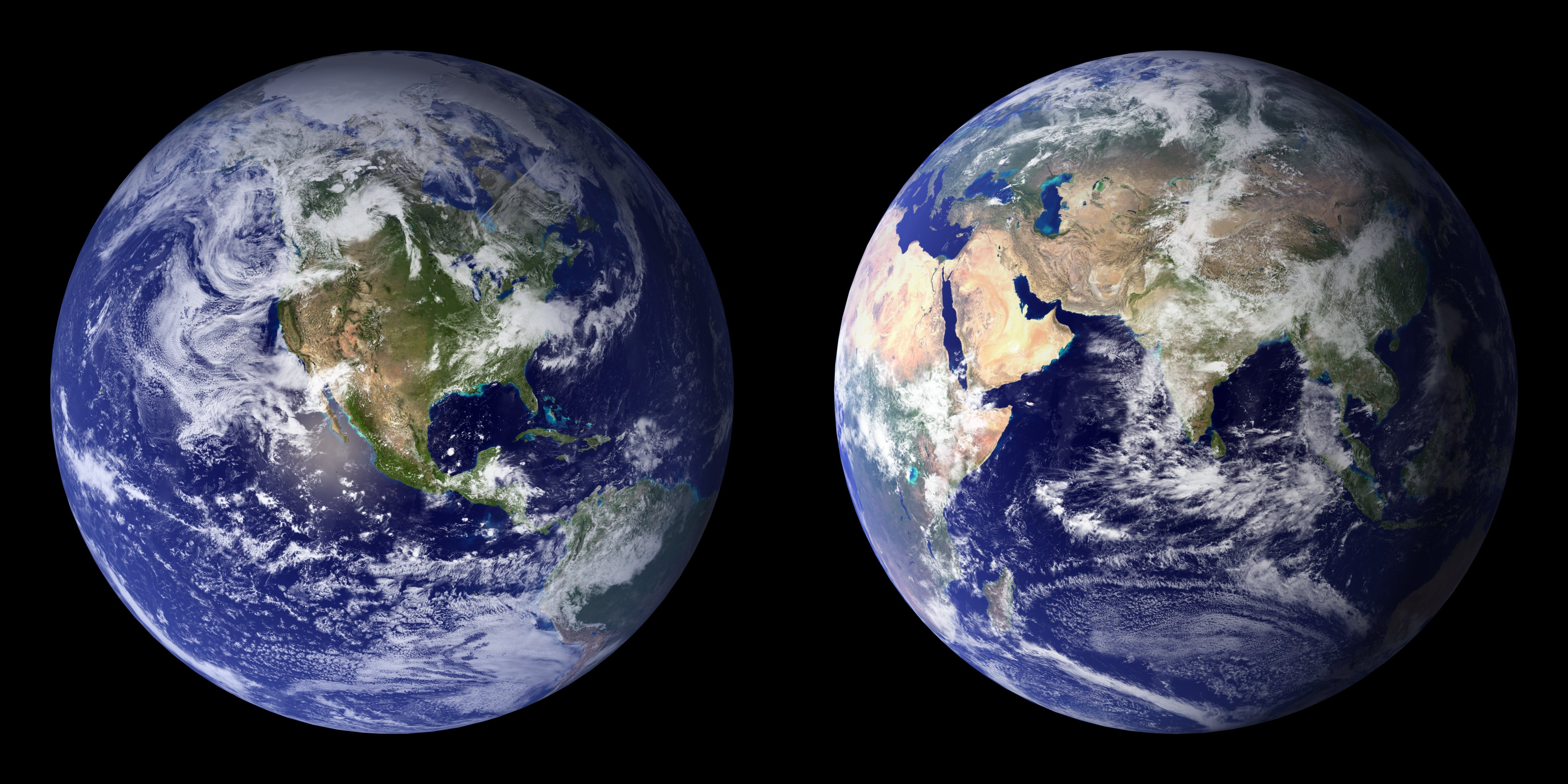
Всего 29 процентов поверхности земного шара — это суша. Остальное — это океан, дом для морских организмов

Биоло́гия океа́на (морская биология, биологическая океанология, биологическая океанография) — наука, раздел биологии и океанологии, изучающий жизнь морских организмов (биоты) и их экологические взаимодействия. Биология океана — часть гидробиологии. Биологией океана также называют совокупность биологических явлений и процессов в Мировом океане.
Жизнь находится в океане от поверхности до наибольших глубин. По типам местообитания различают пелагические организмы, населяющие толщу воды (планктон и нектон), и организмы, населяющие дно океана (бентос). В океане обитают представители почти всех классов животных, а многие классы известны только в океане. Из позвоночных животных в океане обитают рыбы, черепахи, змеи и млекопитающие, главным образом китообразные и ластоногие.
Важнейший вклад в продуктивность океана вносит фитопланктон.
Большой вклад в исследование биологии океана внесли В. Г. Богоров, Л. А. Зенкевич (СССР), Дж. Д. Айзекс, В. М. Чапмен (США), К. Э. Лукас (Великобритания), Р. Марумо (Япония), Жак-Ив Кусто (Франция) и многие другие.